# Prix Sakurai

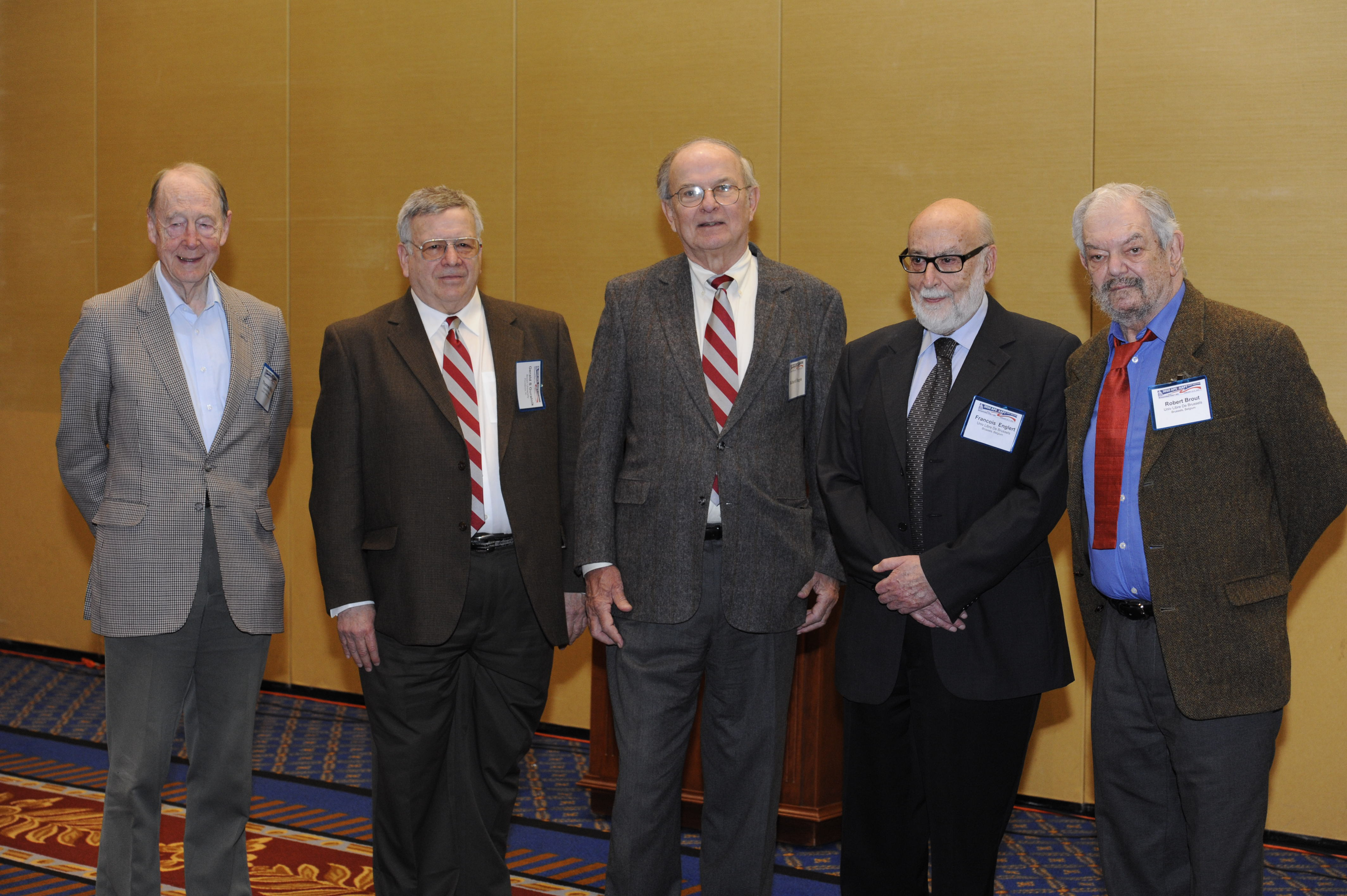
Kibble, Guralnik, Hagen, Englert, et Brout lors de la remise du prix Sakurai 2010

Le prix JJ Sakurai de théorie physique des particules ou J. J. Sakurai Prize for Theoretical Particle Physics, est présenté par la Société américaine de physique, lors de sa réunion annuelle, et honore les réalisations et recherches en physique des particules.
Ce prix, considéré comme l'un des plus prestigieux en physique, se compose d'une somme d'argent, un certificat en citant les contributions reconnues par l'attribution, et une allocation de voyage pour le bénéficiaire d'assister à la présentation. Le prix est doté par la famille et les amis du physicien des particules Jun John Sakurai (de).
Le prix est décerné chaque année depuis 1985.

## Lauréats
- 1985 : Toshihide Maskawa et Makoto Kobayashi
- 1986 : David Gross, David Politzer et Frank Wilczek
- 1987 : Luciano Maiani et Jean Iliopoulos
- 1988 : Stephen L. Adler
- 1989 : Nicola Cabibbo
- 1990 : Tōichirō Kinoshita (en)
- 1991 : Vladimir Gribov (en)
- 1992 : Lincoln Wolfenstein (en)
- 1993 : Mary Gaillard (en)
- 1994 : Yōichirō Nambu
- 1995 : Howard Georgi
- 1996 : William Bardeen (en)
- 1997 : Thomas Appelquist (en)
- 1998 : Leonard Susskind
- 1999 : Mikhail Schifman (en), Arkady Vainshtein (en) et Valentin Ivanovitch Sakharov (de)
- 2000 : Curtis Callan
- 2001 : Nathan Isgur, Michaïl Volochine (en) et Mark Wise (en)
- 2002 : William Marciano (de) et Alberto Sirlin (en)
- 2003 : Alfred Mueller (en) et George Sterman (en)
- 2004 : Ikaros Bigi (en) et Anthony Ichirō Sanda
- 2005 : Susumu Okubo
- 2006 : Savas Dimopoulos (de)
- 2007 : Stanley Brodsky (de)
- 2008 : Alexeï Smirnov (en) et Stanislas Micheyev (en)
- 2009 : Davison Soper (de), John Clements Collins (de) et Richard Keith Ellis (de)
- 2010 : Robert Brout, François Englert, Peter Higgs, Gerald Guralnik, Carl Richard Hagen et T. W. B. Kibble
- 2011 : Chris Quigg (en), Estia Eichten (en), Ian Hinchliffe (en) et Kenneth Lane (en)
- 2012 : Guido Altarelli (en), Torbjörn Sjöstrand (en) et Bryan Webber (en)
- 2013 : Helen Quinn et Roberto Peccei (en)
- 2014 : Zvi Bern (en), Lance J. Dixon (en) et David Kosower (de)
- 2015 : George Zweig
- 2016 : G. Peter Lepage (en)
- 2017 : Gordon L. Kane (en), Howard E. Haber (en), Jack F. Gunion (en) et Sally Dawson (en)
- 2018 : Ann Nelson et Michael Dine (en)
- 2019 : Lisa Randall et Raman Sundrum
- 2020 : Pierre Sikivie (en)
- 2021 : Vernon Barger
- 2022 : Nima Arkani-Hamed
- 2023 : Heinrich Leutwyler
- 2024 : Andrzej J. Buras
- 2025 : Aneesh V. Manohar, Elizabeth E. Jenkins